# Hlîneane (Stepanivka), Sumî
Hlîneane (în ucraineană Глиняне) este un sat în așezarea urbană Stepanivka din raionul Sumî, regiunea Sumî, Ucraina.

## Demografie
Componența lingvistică a localității Hlîneane
     Ucraineană (96,3%)
     Rusă (3,7%)
Conform recensământului din 2001, majoritatea populației localității Hlîneane era vorbitoare de ucraineană (96,3%), existând în minoritate și vorbitori de rusă (3,7%).